# Юревич, Андрей Владиславович
Андрей Владиславович Юре́вич (род. 13 августа 1957 года) — советский и российский учёный, доктор психологических наук (1993), член-корреспондент РАН (2006), заместитель директора Института психологии РАН.

## Биография
В 1979 году окончил факультет психологии Московского государственного университета М. В. Ломоносова. В 1984 году там же защитил диссертацию на соискание учёной степени кандидата психологических наук по теме «Причинное объяснение в процессе социального восприятия» (факультет психологии МГУ), а в 1993 году — диссертацию на соискание учёной степени доктора психологических наук по теме «Социально-психологический анализ научного и обыденного объяснения».
С 1993 профессор Стэнфордского университета (США).
В 1990—2004 возглавлял Сектор социальной психологии науки, Институт истории естествознания и техники РАН, в 2000—2004 — Центр науковедения этого же Института.
С 2004 заместитель директора по научной работе Института психологии РАН.
Лауреат конкурсов (РФФИ, Фонд Сороса и др.) на лучшие научные работы.
Член редколлегий журналов «Вопросы психологии», «Вопросы философии» (с 2015), «Науковедение», «Общественные науки», «Психологический журнал», «Вестник Российской академии наук» (с 2018), «Социологические исследования » (с 2020).
Эксперт РГНФ, РФФИ, Фонда «Новая Евразия».
Член Совета кураторов Центра «Информация-наука-образование».
Автор 162 научных статей и 8 монографий по актуальным проблемам психологии и науковедения.
Ответственный редактор книг «Российская наука: современное состояние и стратегии возрождения» (2003), «Науковедение и актуальные проблемы развития современной российской науки» (2005) и других сборников.

## Монографии
- Юревич А. В., Аллахвердян А. Г., Мошкова Г. Ю., Ярошевский М. Г. Психология науки. — М.: Флинта, 1998. — 312 с.
- Юревич А. В. Умные, но бедные: ученые в современной России. — М.: МОНФ, 1998. — 201 с.
- Юревич А. В., Цапенко И. П. Нужны ли России ученые? М.: УРСС, 2001. — 200 с.
- Юревич А. В. Социальная психология науки. СПб.: РХГУ, 2001. — 350 с.
- Юревич А. В. Психологи тоже шутят. — М.: Per Se, 2003. — 256 с.
  - Юревич А. В. Психологи тоже шутят. 2-е изд., доп. — М.: ПЕР СЭ, 2005. — 296 с.
- Юревич А. В. Психология и методология. — М.: Институт психологии РАН, 2005. — 312 с.
- Юревич А. В., Марцинковская Т. Д. История психологии. — М.: Гардарики, 2008. — 416 с.
- Юревич А. В., Цапенко И. П. Наука в современном российском общества. — М.: Институт психологии РАН, 2010. — 334 с.
- Юревич А. В. Методология и социология психологии. — М.: Институт психологии РАН, 2010. — 272 с.
- Юревич А. В. Социальная психология научной деятельности. — М.: Институт психологии РАН, 2013. — 447 с.

### Статьи
- Юревич А. В. Системный кризис психологии // Вопросы психологии, 1999. — № 2. — С. 3-11.
- Юревич А. В. Психологические особенности российской науки // Вопросы философии, 1999. — № 4. — С. 11-23.
- Юревич А. В. Психология и методология // Психологический журнал, 2000. — № 5. — С. 35-47.
- Юревич А. В. Методологический либерализм в психологии // Вопросы психологии, 2001. — № 5. — С. 3-18.
- Юревич А. В. Структура психологических теорий // Психологический журнал, 2003. — № 1. — С. 5-13.
- Юревич А. В. Психологическое состояние современного Российского общества: Новые тенденции // Psychology. Journal of the Higher School of Economics, 2018.
- Юревич А. В. Советский человек как социокультурный тип // Психологический журнал. — 2021. — Т. 42, № 5. — С. 59-68.

## Критика
По данным вольного сетевого сообщества «Диссернет», являлся фигурантом  диссертаций, которые содержат масштабные заимствования, не оформленные как цитаты